# 大花雀儿豆
大花雀儿豆（学名：Chesneya macrantha）为豆科雀儿豆属下的一个种。

## 扩展阅读
- 維基物種上的相關：大花雀儿豆